# Municipio de Tara (condado de Traverse)
El municipio de Tara (en inglés: Tara Township) es un municipio ubicado en el condado de Traverse en el estado estadounidense de Minnesota. En el año 2010 tenía una población de 92 habitantes y una densidad poblacional de 0,98 personas por km².

## Geografía
El municipio de Tara se encuentra ubicado en las coordenadas 45°36′32″N 96°27′37″O / 45.60889, -96.46028. Según la Oficina del Censo de los Estados Unidos, el municipio tiene una superficie total de 94.24 km², de la cual 93,08 km² corresponden a tierra firme y (1,23 %) 1,16 km² es agua.

## Demografía
Según el censo de 2010, había 92 personas residiendo en el municipio de Tara. La densidad de población era de 0,98 hab./km². De los 92 habitantes, el municipio de Tara estaba compuesto por el 96,74 % blancos y el 3,26 % eran de una mezcla de razas. Del total de la población el 0 % eran hispanos o latinos de cualquier raza.